# Slaget ved Kap Ecnomus
Slaget ved Kap Ecnomus eller Eknomos (oldgræsk: Ἔκνομος) var et søslag, der blev udkæmpet ud for det sydlige Sicilien i 256 f.Kr., mellem flåderne for Karthago og den Romerske Republik, under den Første Puniske Krig (264-241 f.Kr.). Det var krigens største slag og et af de største søslag i verdenshistorien. Den karthagiske flåde blev kommanderet af Hanno den Store og Hamilkar, mens den romerske flåde i fællesskab blev kommanderet af konsulerne Marcus Atilius Regulus og Lucius Manlius Vulso Longus. Søsslaget resulterede i en klar romersk sejr.
Den romerske flåde talte 330 krigsskibe plus et ukendt antal transportskibe, som var sejlet fra Ostia, Roms havn, og havde omkring 26.000 legionærer ombord kort før slaget. Romerne planlagde at krydse Middelhavet til Afrika og invadere det karthagiske hjemland (i det nuværende Tunesien). Karthagerne var klar over romernes hensigter og mønstrede alle tilgængelige krigsskibe (ca. 350 skibe) ud for Siciliens sydkyst for at sejle romerne i møde. Slaget omfattede i alt omkring 680 krigsskibe med op til 290.000 besætningsmedlemmer og soldater ombord, hvilket muligvis gør slaget til det største søslag i historien målt på antallet af involverede kombattanter.
Da flåderne mødtes, tog karthagerne initiativet, og slaget udviklede sig til tre separate slag. Her håbede karthagerne på, at deres overlegne evner til at manøvrere deres skibe ville vinde dem slaget. Efter en lang og forvirrende dag med kampe blev karthagerne afgørende besejret, idet 30 skibe blev sunket og yderligere 64 skibe erobret. De romerske tab talte 24 skibe sunket.

## Slaget
Den romerske flåde sejlede langs den sicilianske kyst i en kompakt formation. De blev inddelt i fire eskadriller af ulige størrelse. De første to eskadriller (I og II) førte an – hver opstillet i echelon-formation – og dannede tilsammen en kile. Eskadrillen til højre var under Vulsos kommando, mens eskadrillen til venstre under Regulus' kommando. Konsulernes hexaremes sejlede ved siden af hinanden, ved "spidsen" af kilen. Den tredje eskadrille (III) havde taget stilling umiddelbart bag de to andre og slæbte transporterne. Den fjerde (IV) beskyttede bagenden. Karthagerne sejlede mod øst og forventede at møde den romerske flåde, og var muligvis advaret om dens tilstedeværelse af små spejderskibe. De var organiseret i tre ulige eskadriller – arrangeret i en enkelt linje på linje med deres venstre, landvendte, fløj (1) lidt fremskudt. Det karthagiske center (2) blev kommanderet af Hamilkar og deres højre (3) af Hanno. Flåderne så hinanden og rykkede begge frem.
Da de to førende romerske eskadriller – den første og anden – satte kurs mod midten af den karthagiske linje, iscenesatte Hamilkar et falsk tilbagetog med sit centrum – den karthagiske anden eskadrille – sandsynligvis ved at ro baglæns, hvorefter de romerske konsuler forfulgte dem. Den romerske tredje eskadrille, der slæbte transportskibene, blev efterladt, og der opstod et hul mellem de to førende og de to bageste romerske eskadroner. Begge karthagiske fløje rykkede frem mod de to bageste romerske eskadroner – ved at omsejle det romerske centrum – og forsøgte at angribe fra flankerne for at undgå corvus-boardingmekanismen. Den karthagiske landeskadrille – den første – angreb de romerske krigsskibe, der slæbte transportskibe – den romerske tredje eskadrille – som var blevet udsat efter fremrykningen af det romerske centrum. Romerne frakoblede herefter de transportskibe, som de slæbte, for lettere at kunne manøvrere. Hannos styrke, til søs – den karthagiske tredje eskadrille – bestod af de hurtigste og mest manøvredygtige karthagiske skibe og angreb den bagerste eskadrille i den romerske flåde – den fjerde eskadrille – som blev hæmmet af de nu drivende transportskibe. Efter at have adskilt det romerske centrum fra de to bageste eskadriller vendte Hamilkar og hans skibe fra den karthagiske anden eskadrille tilbage for at kæmpe mod de forfølgende romere. Slaget udviklede sig således til tre separate kampe.
Moderne og historikere fra antikken har begge foreslået, at Hamilkars tilbagetrækning specifikt var ment til at frembringe denne situation: at bryde den kompakte romerske formation og give karthagerne mulighed for at bruge deres større taktiske færdigheder til at manøvrere udenom truslen fra de romerske corvus og ramme de romerske skibe i siderne eller bagfra. På tidspunktet for Ecnomus var hverken hastigheden eller manøvredygtigheden af de romerske skibe – ej heller deres besætningers færdigheder – på niveau med karthagernes. Romerne var blevet mere dygtige over de fire år, siden de først byggede deres flåde, mens den nylige forøgelse af den karthagiske flåde betød, at mange af deres besætninger havde lidt erfaring. Derfor var overlegenheden i deres skibes manøvredygtighed og deres besætningers sømandskab mindre end de havde troet. Desuden var de solidt byggede romerske skibe mindre modtagelige for virkningen af et vellykket rammeangreb (påsejle de romerske skibe med de karthagiske skibes vædderhorn) end karthagerne havde forventet. De tre kampe blev til formløse kampe, hvor overlegen skibshåndtering betød lidt. På den modsatte side, når romerne var i stand til at anvende deres corvus og borde de karthagiske skibe, havde de fordelen af de mere erfarne og tungt pansrede legionærer, som de havde ombord for at transportere til Afrika.
Kommandørerne for den romerske tredje eskadrille, som havde slæbt transportskibene, følte sig overmatchet og trak sig tilbage til kysten. Selvom de havde startet slaget forskudt fremad fra deres hovedflåde, var deres modstandere – skibene fra den karthagiske første eskadrille – ude af stand til at afskære dem fra kysten. Da de nåede dertil, indtog den romerske tredje eskadrille en defensiv position: de stoppede i lavt vand, vendt væk fra land, så karthagerne kun med besvær kunne angribe deres flanker og måtte konfrontere romernes corvus, hvis de angreb forfra. På trods af dette var dette den kamp, hvor romerne var mest hårdt pressede. Den bageste romerske eskadrille blev også udkæmpet af karthagernes tredje eskadrille. Den ydede hård modstand, men dens situation blev desperat.
Slaget blev afgjort i kampen mellem de to flåders centre – den romerske første og anden eskadrille, der kæmpede mod den karthagiske anden eskadrille. Adskillige romerske skibe blev ramt og sunket, ligesom tilfældet var for flere karthagiske skibe. Flere karthagiske skibe blev bordet og erobret. Efter en lang kamp mistede besætningerne på de overlevende skibe i det karthagiske center modet og flygtede. Det romerske center afbrød forfølgelsen, som reaktion på konsulernes signaler, og roede tilbage for at assistere deres to bagerste eskadriller og redde de drivende transportskibe. Vulsos første eskadrille angreb den karthagiske første eskadrille. Regulus' anden eskadrille indledte et angreb mod Hannos tredje eskadrille. Han nærmede sig karthagerne og truede med at omringe dem mod den romerske fjerde eskadrille, som de allerede kæmpede imod. Hanno trak sig tilbage med de skibe fra den karthagiske tredje eskadrille, der var i stand til at undslippe. Regulus og hans romerske anden eskadrille rykkede derefter frem for at forstærke Vulsos angreb med den romerske første eskadrille på den sidste karthagiske eskadrille, der stadig kæmpede – den første karthagiske eskadrille – som nu var omringet. Dette var, da karthagerne led deres største tab; 50 af deres skibe, fanget mod kysten og stærkt i undertal, overgav sig. Efter en lang og forvirret kampdag var karthagerne blevet afgørende besejret, med tab som talte 30 skibe sunket og 64 skibe erobret mod romernes tab af 24 skibe sunket. Karthagerne mistede mellem 30.000 og 40.000 mænd, hvoraf størstedelen blev taget til fange. Romerne tab talte cirka 10.000 dræbte.

## Eksterne links
- wikisource The Histories af Polybius, kapitel 25-28 (Paton-oversættelse)